# Pogge (mecklenburgische Familie)
Pogge ist eine aus dem Mecklenburgischen stammende Familie.

## Namenkunde
Vor dem 17. Jahrhundert taucht dieser Name nur gelegentlich auf. Es ist ein niederdeutscher Name und bedeutet im Plattdeutschen „Frosch“. Der Frosch ist auch im Wappen beider Familienzweige. Die Seitenansicht eines stehenden Bären hat sich als Fälschung erwiesen.

## Genealogie
Die Pogges sind seit Hans Pogge (1621–1701), Pächter auf Westenbrügge (nordöstlich von Wismar), in lückenloser Ahnenreihe in Mecklenburg nachweisbar.

### Mecklenburgischer Stamm
Es gibt sieben herausragende Mitglieder des mecklenburgischen Stammes Pogge:
- Carl Johann August Peter Pogge-Roggow (1763–1831), Rittergutsbesitzer und landwirtschaftlicher Reformer – er erwarb 1790 das Gut Roggow, 1828 das Lehngut Zierstorf, 1829 das Gutshaus Bartelshagen bei Teterow,[3] sowie das Gut Krassow. Auf ihn geht das Poggeln, die Moorwiesen-Besandung, zurück[3]
  - (Christian Johann) Friedrich Pogge-Zierstorf (1791–1843), Rittergutsbesitzer und landwirtschaftlicher Reformer
⚭ Auguste Bresien (1806–1865), Tochter des Domänenpächters Christian Friedrich Bresien auf Sponholz
    - Paul Friedrich Johann Moritz Pogge (1838/9–1884), Afrikaforscher – er verkaufte das Rittergut Zierstorf für seine Reisen, verstarb kinderlos in St. Paul de Luanda

  - Johann Daniel Georg Pogge-Roggow/-Striesenow (1793–1854), Rittergutsbesitzer, politischer und landwirtschaftlicher Reformer
⚭  Luise, geb. Behm, Tochter des Juristen und Gutsbesitzers auf Klein Kussewitz und Finkenberg Johann Joachim Behm[4]
Acht Kinder, von den fünf Söhnen von Johann Pogge sind drei in der Landespolitik hervorgetreten:
    - August Pogge (1825–1884), Rittergutsbesitzer und liberaler Politiker
    - Franz Pogge (1827–1902), Rittergutsbesitzer, nationalliberaler Politiker und Reichstagsabgeordneter in drei Legislaturperioden
    - Hermann (Carl Friedrich Theodor) Pogge (1831–1900), Rittergutsbesitzer, nationalliberaler Politiker und Reichstagsabgeordneter in zwei Legislaturperioden

### Pommerscher Ast
Der Enkel des Hans Pogge, Carl-Heinrich Pogge (1720–1785), begründete mit seiner Übersiedlung nach Greifswald den pommerschen Ast des Stammes Pogge. Sein Sohn war der Kaufmann und bedeutende Münzsammler Carl Friedrich Pogge (1752–1840).

### Nachfahrenschaften
Die mecklenburgischen Pogges verließen Mecklenburg fast ohne Ausnahme 1945. In den alten Bundesländern gibt es noch zahlreiche Nachkommen, aber nur drei Namensträger dieser Familie. Die Familie hat aber zahlreiche Nachkommen (auch Namensträger) in Großbritannien und den USA, ebenso die pommerschen Pogges.
Gemeinsame Vorfahren mit den Pogges, die ursprünglich in Westfalen saßen (Salzkotten) und heute im Rheinland leben, sind nicht nachzuweisen.

## Literatur

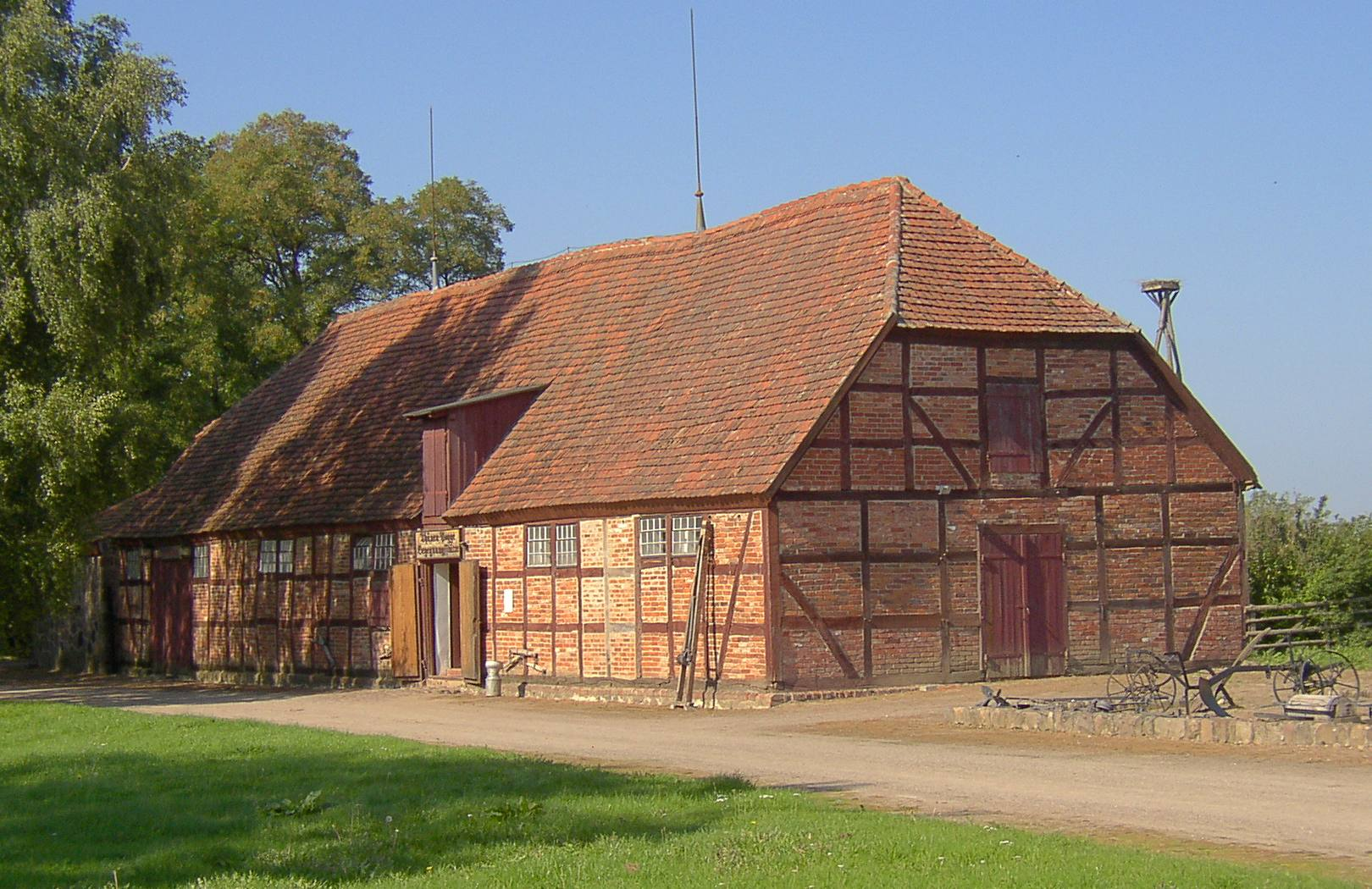
Thünen-Pogge-Begegnungsstätte in Warnkenhagen-Tellow

## Medien und Ausstellungen
- Im ehemaligen Gutshaus des Groß Roger Ortsteils Zierstorf führt der örtliche Heimatverein Ausstellungen zu Paul Pogge und den Landwirtschaftspionieren Carl und Johann Pogge durch
- In Tellow gibt es eine Thünen-Pogge-Begegnungsstätte (im um 1815 erbauten ehemaligen Pferdestall Thünens)